# Uttigen
Uttigen est une commune suisse du canton de Berne, située dans l'arrondissement administratif de Thoune.

## Histoire

Photo aérienne (1952)

Le 1er janvier 2014, la commune a incorporé son ancienne voisine de Kienersrüti.